# スリー・フレンズ
『スリー・フレンズ』（Three Friends）は、イギリスのプログレッシブ・ロック・バンド、ジェントル・ジャイアントが1972年に発表した3作目のスタジオ・アルバム。

## 背景
マーティン・スミスがフィル・シャルマンとの確執により脱退したのに伴い、マルコム・モルティモアが後任ドラマーとして迎えられた。しかし、モルティモアは後に交通事故に遭い、次作『オクトパス』（1972年12月リリース）ではジョン・ウェザーズが後任を務めた。
本作はバンド初のコンセプト・アルバムで、3人の幼馴染の人生を描写した内容となっている。また、バンド初のセルフ・プロデュース作品でもある。
コロムビア・レコードから発売された本作のアメリカ盤LP (KC 31649)は、デビュー・アルバム『ジェントル・ジャイアント』のイギリス盤LPのジャケットが流用された。

## 反響・評価
バンドは本作で初めて、アメリカの総合アルバム・チャートであるBillboard 200入りを果たし、1972年11月11日付のチャートで最高197位を記録した。Bruce Ederはオールミュージックにおいて5点満点中4.5点を付け「今回は、よりハードなロック・サウンドという方向性となった」としながらも「『スリー・フレンズ』では、グループのプログレッシブな志向も殆ど捨て去られていない」と評している。

## 収録曲
全曲ともデレク・シャルマン、レイ・シャルマン、フィル・シャルマン、ケリー・ミネアの共作。
1. プロローグ - "Prologue" - 6:12
2. スクールデイズ - "Schooldays" - 7:35
3. ワーキング・オール・デイ - "Working All Day" - 5:14
4. ピール・ザ・ペイント - "Peel the Paint" - 7:30
5. ミスター・クラス・アンド・クオリティ - "Mister Class and Quality?" - 5:51
6. スリー・フレンズ - "Three Friends" - 3:01

## 参加ミュージシャン
- デレク・シャルマン - リード・ボーカル、バッキング・ボーカル
- ケリー・ミネア - キーボード、ヴィブラフォン、パーカッション、モーグ・シンセサイザー、ボーカル
- ゲイリー・グリーン - ギター、パーカッション
- レイ・シャルマン - ベース、ヴァイオリン、12弦ギター、ボーカル
- マルコム・モルティモア - ドラムス
- フィル・シャルマン - サクソフォーン、ボーカル

アディショナル・ミュージシャン
- カルヴィン・シャルマン - ボイス(on #2)